# Experience (álbum de The Prodigy)
Experience é o álbum de estréia da banda inglesa de música eletrônica The Prodigy. Foi lançado originalmente em 28 de setembro de 1992 pela XL Recordings, e uma edição expandida do álbum foi lançada nos Estados Unidos em 19 de junho de 2001.

## Faixas
Todas as faixas por Liam Howlett.
1. "Jericho" – 3:42
2. "Music Reach (1/2/3/4)" – 4:12
3. "Wind It Up" – 4:33
4. "Your Love (Remix)" – 5:30
5. "Hyperspeed (G-Force Part 2)" – 5:16
6. "Charly (Trip into Drum and Bass Version)" – 5:12
7. "Out of Space" – 4:57
8. "Everybody in the Place (155 and Rising)" – 4:10
9. "Weather Experience" – 8:06
10. "Fire (Sunrise Version)" – 4:57
11. "Ruff in the Jungle Bizness" – 5:10
12. "Death of the Prodigy Dancers (Live)" – 3:43

### Faixas do disco dois da versão expandida
1. "Your Love" – 6:02
2. "Ruff in the Jungle Bizness (Uplifting Vibes Remix)" – 4:16
3. "Charly (Alley Cat Remix)" – 5:21
4. "Fire (Edit)" – 3:24
5. "We Are the Ruffest" – 5:18
6. "Weather Experience (Top Buzz Remix)" – 6:53
7. "Wind It Up (Rewound)" – 6:21
8. "G-Force (Energy Flow)" – 5:23
9. "Crazy Man" – 4:05
10. "Out of Space (Techno Underworld Remix)" – 4:44
11. "Everybody in the Place (Fairground Remix)" – 5:07

## Integrantes
- Liam Howlett - teclado, produção e engenharia de som
- Alex Garland - arte da capa
- Simone - vocal
- Maxim Reality - vocal